# Farol da Ponta da Ferraria
Der Farol da Ponta da Ferraria ist ein Leuchtturm am Kap Ponta da Ferraria im Westen der Azoreninsel São Miguel. Er steht in der Gemeinde Ginetes. Der Leuchtturm ist unter der internationalen Nummer D-2655 und der nationalen Nummer 719 registriert. Er bestrahlt einen Sektor von 339° bis 174° und hat eine Reichweite von 27 Seemeilen.

## Geschichte und Bauart
Schon der Generalplan zur Befeuerung der portugiesischen Küsten von 1883, der auch die Azoren berücksichtigte, sah den Bau eines Leuchtturms an der Ponta da Ferraria vor. Der ursprüngliche Plan, einen Leuchtturm zweiter Ordnung mit einer Tragweite von 25,5 Seemeilen zu errichten, wurde 1891 geändert. Man war nun der Meinung, ein Leuchtturm dritter Ordnung mit 15 bis 20 Seemeilen Reichweite würde ausreichen. Die Realisierung des Vorhabens zog sich noch bis 1901 hin. Am 9. November nahm er schließlich den Betrieb auf. 1957 wurde der Leuchtturm auf elektrischen Betrieb umgestellt und erhielt eine 3000-W-Glühlampe. Mit dem Anschluss an das öffentliche Stromnetz wurde die Leistung auf 1000 W reduziert.
Der quadratische Turm ist in die Hauptfassade eines zweistöckigen, rechteckigen Ziegelbaus eingelassen, an dessen Rückseite sich zwei einstöckige Anbauten befinden. Das gesamte Gebäude, das von der Familie des Leuchtturmwärters bewohnt wird, ist verputzt und weiß getüncht. Seine zwei Etagen sind optisch durch ein umlaufendes Gesims getrennt. Das Gebäude ist mit roten Dachziegeln gedeckt. Die Kuppel des Turms ist rot lackiert und trägt eine Wetterfahne. Eine niedrige weiße Mauer umschließt das Grundstück.

## Einzelnachweise

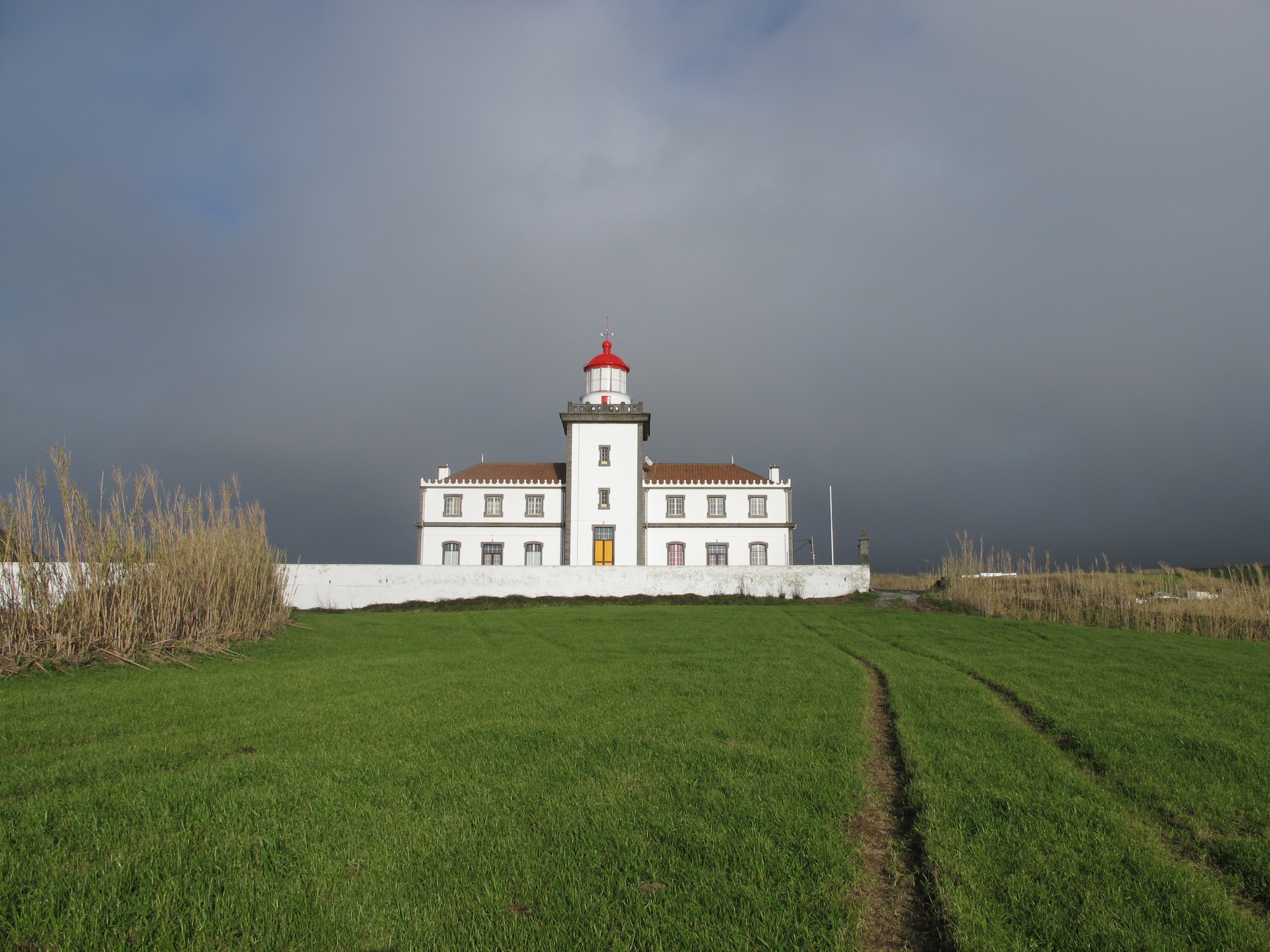
Der Leuchtturm von der Meeresseite aus gesehen